# Twister - Una sfida da brivido
Twister - Una sfida da brivido  (titolo originale: Ultimate Ride) è un videogioco di ottovolanti sviluppato dalla Disney Imagineering e commercializzato nel 2001.

## Modalità di gioco
Nel videogioco il compito principale è quello di costruire degli ottovolanti. Ci sono diverse modalità di gioco è quella principale è di terminare le missioni prestabilite nella modalità "Carriera". Per soddisfare le aspettative di ogni missione bisogna stare attenti a tutte le leggi di gravità che possono influenzare l'ottovolante e il passeggero. Se l'ottovolante è completata e sicura allora si può accedere alla missione seguente oppure vedersi nei panni del passeggero e di farsi un giro sulla propria creazione.
Esiste anche un'altra modalità detta "Editor" dove si può costruire in totale libertà la propria ottovolante, si possono usare tre tipi di ottovolante: legno, acciaio e a cabina sospesa.
Si possono scegliere inoltre quattro tipi di scenario: paesaggio terrestre, asteroide, caverna e griglia (un enorme cubo assolutamente privo di ostacoli).
In questi scenari inoltre si possono aggiungere una miriade di oggetti di ogni tema.